# WTA Birmingham

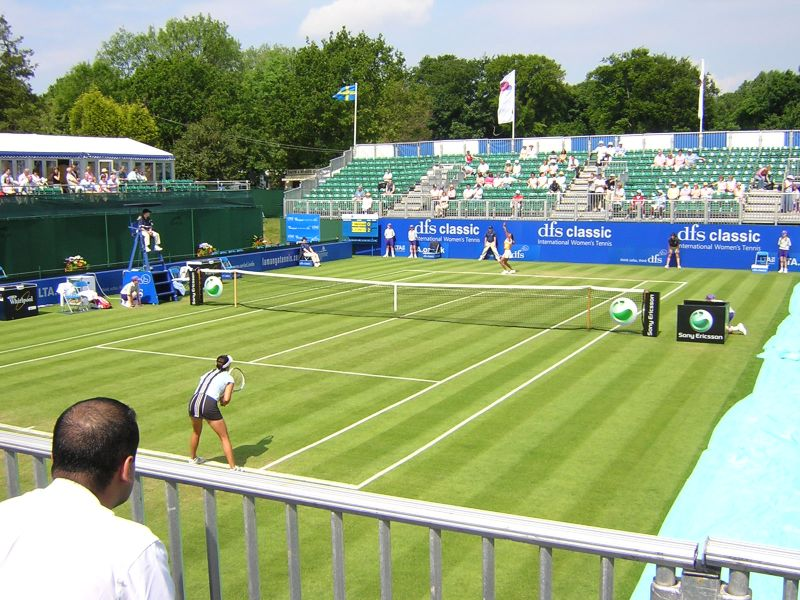
Spielszene 2005

Das WTA Birmingham (offiziell: Rothesay Classic Birmingham) ist ein traditionsreiches Damen-Tennisturnier der WTA Tour, das in der britischen Stadt Birmingham auf Rasen ausgetragen wird.
Es dient daher als Vorbereitungsturnier auf die Wimbledon Championships.

## Siegerliste

### Einzel
| Jahr                         | Siegerin                                    | Finalgegnerin                               | Ergebnis                                    |
| ---------------------------- | ------------------------------------------- | ------------------------------------------- | ------------------------------------------- |
| 1982                         | Billie Jean King (1)                        | Rosalyn Fairbank                            | 6:2, 6:1                                    |
| 1983                         | Billie Jean King (2)                        | Alycia Moulton                              | 6:0, 7:5                                    |
| 1984                         | Pam Shriver (1)                             | Anne White                                  | 7:6, 6:3                                    |
| 1985                         | Pam Shriver (2)                             | Betsy Nagelsen                              | 6:1, 6:0                                    |
| 1986                         | Pam Shriver (3)                             | Manuela Maleewa                             | 6:2, 7:6                                    |
| 1987                         | Pam Shriver (4)                             | Laryssa Sawtschenko                         | 4:6, 6:2, 6:2                               |
| 1988                         | Claudia Kohde-Kilsch                        | Pam Shriver                                 | 6:2, 6:1                                    |
| 1989                         | Martina Navratilova (1)                     | Zina Garrison                               | 7:6, 6:3                                    |
| 1990                         | Zina Garrison (1)                           | Helena Suková                               | 6:4, 6:1                                    |
| 1991                         | Martina Navratilova (2)                     | Natallja Swerawa                            | 6:4, 7:6                                    |
| 1992                         | Brenda Schultz                              | Jenny Byrne                                 | 6:2, 6:2                                    |
| 1993                         | Lori McNeil (1)                             | Zina Garrison-Jackson                       | 6:4, 2:6, 6:3                               |
| 1994                         | Lori McNeil (2)                             | Zina Garrison-Jackson                       | 6:2, 6:2                                    |
| 1995                         | Zina Garrison-Jackson (2)                   | Lori McNeil                                 | 6:3, 6:3                                    |
| 1996                         | Meredith McGrath                            | Nathalie Tauziat                            | 2:6, 6:4, 6:4                               |
| 1997                         | Nathalie Tauziat (1)                        | Yayuk Basuki                                | 2:6, 6:2, 6:2                               |
| 1998                         | wegen Regen wurde kein Endspiel ausgetragen | wegen Regen wurde kein Endspiel ausgetragen | wegen Regen wurde kein Endspiel ausgetragen |
| 1999                         | Julie Halard-Decugis                        | Nathalie Tauziat                            | 6:2, 3:6, 6:4                               |
| 2000                         | Lisa Raymond                                | Tamarine Tanasugarn                         | 6:2, 6:77, 6:4                              |
| 2001                         | Nathalie Tauziat (2)                        | Miriam Oremans                              | 6:3, 7:5                                    |
| 2002                         | Jelena Dokić                                | Anastassija Myskina                         | 6:2, 6:3                                    |
| 2003                         | Magdalena Maleewa                           | Shinobu Asagoe                              | 6:1, 6:1                                    |
| 2004                         | Marija Scharapowa (1)                       | Tatiana Golovin                             | 4:6, 6:2, 6:1                               |
| 2005                         | Marija Scharapowa (2)                       | Jelena Janković                             | 6:2, 4:6, 6:1                               |
| 2006                         | Wera Swonarjowa                             | Jamea Jackson                               | 7:612, 7:65                                 |
| 2007                         | Jelena Janković                             | Marija Scharapowa                           | 4:6, 6:3, 7:5                               |
| 2008                         | Kateryna Bondarenko                         | Yanina Wickmayer                            | 7:67, 3:6, 7:64                             |
| ↓ Kategorie: International ↓ |                                             |                                             |                                             |
| 2009                         | Magdaléna Rybáriková                        | Li Na                                       | 6:0, 7:62                                   |
| 2010                         | Li Na                                       | Marija Scharapowa                           | 7:5, 6:1                                    |
| 2011                         | Sabine Lisicki                              | Daniela Hantuchová                          | 6:3, 6:2                                    |
| 2012                         | Melanie Oudin                               | Jelena Janković                             | 6:4, 6:2                                    |
| 2013                         | Daniela Hantuchová                          | Donna Vekić                                 | 7:65, 6:4                                   |
| ↓ Kategorie: Premier ↓       |                                             |                                             |                                             |
| 2014                         | Ana Ivanović                                | Barbora Záhlavová-Strýcová                  | 6:3, 6:2                                    |
| 2015                         | Angelique Kerber                            | Karolína Plíšková                           | 6:75, 6:3, 7:64                             |
| 2016                         | Madison Keys                                | Barbora Strýcová                            | 6:3, 6:4                                    |
| 2017                         | Petra Kvitová (1)                           | Ashleigh Barty                              | 4:6, 6:3, 6:2                               |
| 2018                         | Petra Kvitová (2)                           | Magdaléna Rybáriková                        | 4:6, 6:1, 6:2                               |
| 2019                         | Ashleigh Barty                              | Julia Görges                                | 6:3, 7:5                                    |
| ↓ Kategorie: International ↓ |                                             |                                             |                                             |
| 2020                         | ausgefallen                                 | ausgefallen                                 | ausgefallen                                 |
| ↓ Kategorie: 250 ↓           |                                             |                                             |                                             |
| 2021                         | Ons Jabeur                                  | Darja Kassatkina                            | 7:5, 6:4                                    |
| 2022                         | Beatriz Haddad Maia                         | Zhang Shuai                                 | 5:4 Aufgabe                                 |
| 2023                         | Jeļena Ostapenko                            | Barbora Krejčíková                          | 7:68, 6:4                                   |
| 2024                         | Julija Putinzewa                            | Ajla Tomljanović                            | 6:1, 7:68                                   |

### Doppel
| Jahr                         | Siegerinnen                                   | Finalgegnerinnen                              | Ergebnis                                      |
| ---------------------------- | --------------------------------------------- | --------------------------------------------- | --------------------------------------------- |
| 1982                         | Jo Durie Anne Hobbs                           | Rosie Casals Wendy Turnbull                   | 6:3, 6:2                                      |
| 1983                         | Billie Jean King Sharon Walsh                 | Beverly Mould Elizabeth Sayers                | 6:2, 6:4                                      |
| 1984                         | Leslie Allen Anne White                       | Barbara Jordan Elizabeth Sayers               | 7:5, 6:3                                      |
| 1985                         | Terry Holladay Sharon Walsh-Pete              | Elise Burgin Alycia Moulton                   | 6:4, 5:7, 6:3                                 |
| 1986                         | Elise Burgin Rosalyn Fairbank                 | Elizabeth Smylie Wendy Turnbull               | 6:2, 6:4                                      |
| 1987                         | - wegen Regen wurde kein Endspiel ausgetragen | - wegen Regen wurde kein Endspiel ausgetragen | - wegen Regen wurde kein Endspiel ausgetragen |
| 1988                         | Laryssa Sawtschenko Natallja Swerawa          | Leila Mes’chi Swetlana Parchomenko            | 6:4, 6:1                                      |
| 1989                         | Laryssa Sawtschenko Natallja Swerawa          | Meredith McGrath Pam Shriver                  | 7:5, 5:7, 6:0                                 |
| 1990                         | Laryssa Sawtschenko Natallja Swerawa          | Gretchen Magers Lisa Gregory                  | 3:6, 6:3, 6:3                                 |
| 1991                         | Nicole Provis Elizabeth Smylie                | Sandy Collins Elna Reinach                    | 6:3, 6:4                                      |
| 1992                         | Lori McNeil Rennae Stubbs                     | Sandy Collins Elna Reinach                    | 5:7, 6:3, 8:6                                 |
| 1993                         | Lori McNeil Martina Navratilova               | Pam Shriver Elizabeth Smylie                  | 6:3, 6.4                                      |
| 1994                         | Zina Garrison-Jackson Larisa Neiland          | Catherine Barclay Kerry-Anne Guse             | 6:4, 6:4                                      |
| 1995                         | Manon Bollegraf Rennae Stubbs                 | Nicole Bradtke Kristine Radford               | 3:6, 6:4, 6:4                                 |
| 1996                         | Elizabeth Smylie Linda Wild                   | Lori McNeil Nathalie Tauziat                  | 6:3, 3:6, 6:1                                 |
| 1997                         | Katrina Adams Larisa Neiland                  | Nathalie Tauziat Linda Wild                   | 6:2, 6:3                                      |
| 1998                         | Els Callens Julie Halard-Decugis              | Lisa Raymond Rennae Stubbs                    | 2:6, 6:4, 6:4                                 |
| 1999                         | Corina Morariu Larisa Neiland                 | Alexandra Fusai Inés Gorrochategui            | 6:4, 6:4                                      |
| 2000                         | Rachel McQuillan Lisa McShea                  | Cara Black Irina Seljutina                    | 6:3, 7:65                                     |
| 2001                         | Cara Black Jelena Lichowzewa                  | Kimberly Po-Messerli Nathalie Tauziat         | 6:1, 6:2                                      |
| 2002                         | Shinobu Asagoe Els Callens                    | Kimberly Po-Messerli Nathalie Tauziat         | 6:4, 6:3                                      |
| 2003                         | Els Callens Meilen Tu                         | Alicia Molik Martina Navratilova              | 7:5, 6:4                                      |
| 2004                         | Marija Kirilenko Marija Scharapowa            | Lisa McShea Milagros Sequera                  | 6:2, 6:1                                      |
| 2005                         | Daniela Hantuchová Ai Sugiyama                | Eleni Daniilidou Jennifer Russell             | 6:2, 6:3                                      |
| 2006                         | Jelena Janković Na Li                         | Jill Craybas Liezel Huber                     | 6:2, 6:4                                      |
| 2007                         | Chan Yung-jan Chuang Chia-jung                | Sun Tiantian Meilen Tu                        | 7:63, 6:3                                     |
| 2008                         | Cara Black Liezel Huber                       | Séverine Brémond Virginia Ruano Pascual       | 6:2, 6:1                                      |
| ↓ Kategorie: International ↓ |                                               |                                               |                                               |
| 2009                         | Cara Black Liezel Huber                       | Raquel Kops-Jones Abigail Spears              | 6:1, 6:4                                      |
| 2010                         | Cara Black Lisa Raymond                       | Liezel Huber Bethanie Mattek-Sands            | 6:3, 3:2 Aufgabe                              |
| 2011                         | Wolha Hawarzowa Alla Kudrjawzewa              | Sara Errani Roberta Vinci                     | 1:6, 6:1, [10:5]                              |
| 2012                         | Tímea Babos Hsieh Su-wei                      | Liezel Huber Lisa Raymond                     | 7:5, 6:72, [10:8]                             |
| 2013                         | Ashleigh Barty Casey Dellacqua                | Cara Black Marina Eraković                    | 7:5, 6:4                                      |
| ↓ Kategorie: Premier ↓       |                                               |                                               |                                               |
| 2014                         | Raquel Kops-Jones Abigail Spears              | Ashleigh Barty Casey Dellacqua                | 7:61, 6:1                                     |
| 2015                         | Garbiñe Muguruza Carla Suárez Navarro         | Andrea Hlaváčková Lucie Hradecká              | 6:4, 6:4                                      |
| 2016                         | Karolína Plíšková Barbora Strýcová            | Vania King Alla Kudrjawzewa                   | 6:3, 7:61                                     |
| 2017                         | Ashleigh Barty Casey Dellacqua                | Chan Hao-ching Zhang Shuai                    | 6:1, 2:6, [10:8]                              |
| 2018                         | Tímea Babos Kristina Mladenovic               | Elise Mertens Demi Schuurs                    | 4:6, 6:3, [10:8]                              |
| 2019                         | Hsieh Su-wei Barbora Strýcová                 | Anna-Lena Grönefeld Demi Schuurs              | 6:4, 6:74, [10:8]                             |
| ↓ Kategorie: International ↓ |                                               |                                               |                                               |
| 2020                         | ausgefallen                                   | ausgefallen                                   | ausgefallen                                   |
| ↓ Kategorie: 250 ↓           |                                               |                                               |                                               |
| 2021                         | Marie Bouzková Lucie Hradecká                 | Ons Jabeur Ellen Perez                        | 6:4, 2:6, [10:8]                              |
| 2022                         | Ljudmyla Kitschenok Jeļena Ostapenko          | Elise Mertens Zhang Shuai                     | kampflos                                      |
| 2023                         | Marta Kostjuk Barbora Krejčíková              | Magda Linette Bernarda Pera                   | 6:3, 6:4                                      |
| 2024                         | Hsieh Su-wei Elise Mertens                    | Miyu Katō Zhang Shuai                         | 6:1, 6:3                                      |